# Casey Hampton
Casey Hampton (født 3. september 1977) er en tidligere professionel amerikansk fodbold-spiller fra USA, der spillede i 12 sæsone for det professionelle NFL-hold Pittsburgh Steelers. Han spillede positionen defensive tackle.